# Leo Matsuda
Leonardo Matsuda, mais conhecido como Leo Matsuda (São Paulo), é um diretor artístico, animador e roteirista brasileiro.

## Filmografia
| Ano  | Título             | Animador | Diretor | Roteirista |
| ---- | ------------------ | -------- | ------- | ---------- |
| 2007 | The Simpsons Movie | Sim      | Não     | Não        |
| 2008 | PreKissToric Times | Não      | Sim     | Não        |
| 2012 | Wreck-It Ralph     | Sim      | Não     | Não        |
| 2014 | Big Hero 6         | Sim      | Sim     | Não        |
| 2016 | Zootopia           | Sim      | Não     | Não        |
| 2016 | Inner Workings     | Não      | Sim     | Sim        |

## Prêmios e indicações
| Lista de prêmios e indicações | Lista de prêmios e indicações | Lista de prêmios e indicações        | Lista de prêmios e indicações |
| Premiação                     | Filme                         | Categoria                            | Resultado                     |
| ----------------------------- | ----------------------------- | ------------------------------------ | ----------------------------- |
| Annie Awards                  | Wreck-It Ralph                | Melhor história em filme de animação | Indicado                      |